# Ситихів
Си́тихів —  село в Україні, у складі Львівської міської громади, підпорядковується Львівській міській раді, як частина Шевченківського району м. Львова, Львівського району Львівської області. Населення становить 347 осіб. 

## Історія
Село Ситихів належало до Львівського повіту, 15 км на північний схід від Львова, 8 км на південний схід від Куликова. На захід лежить Гряда, на південь Дубляни, на схід Малі Підліски, на північ Стронятин, Кошелів і Малий Дорошів (два останніх села у Жовківському повіті). Серединою території села тягнеться з заходу на схід закінчення височини, яка має назву «Клин» (254 м), на північ від неї іде зниження території до 246 м, а на півдні до 245 м. Ці нижчі частини заболочені, їх води спливають струмками на схід до Полтви, за посередництвом її допливів: Купелівки та Пікулівки. Сільська забудова лежить на східному куті узгір'я «Клин». На захід від неї фільварок «Дубина».
У 1880 році було 35 будинків, 201 мешканці у гміні; 3 будинки, 18 мешканців на території панського двору; 205 греко-католиків, 6 римо-католиків, 8 юдеїв; 206 русинів, 13 поляків. Парафія римо-католицька була в Костеєві, греко-католицька в Гряді. В селі церква і гмінна кредитна каса з капіталом 335 злотих.
За часів Першої Речі Посполитої належало село до королівської власності або ж королівщини. 1571 року королівські люстратори вирішують суперечку за луки, які тягнуться до половини Болота і річки Брюховиці, між власниками Ситихова і Підлісок. У 1601 році польський король Сигізмунд III Ваза дозволяє мешканцям Малехова користуватись лісом в Гряді і Ситихові, про що повідомляє власника тих сіл Миколая Требіньського. В люстрації з 1661 і 1662 років подається наступне: «Село пусте, належить до Гряди. В цьому селі згідно з люстрацією з року 1627 року було 5 підсадків, кожен з них давав чиншу по 3 злотих, разом 15 злотих. Робили ці ж підсадки 2 дні до Гряди, повинностей жодних інших не мали. Там же був млин, з якого колись давали 60 злотих, але під час люстрації у 1627 році був порожнім. З корчми, яка була під тим же ставом, давано 12 злотих… Тепер же, так як це село і став через ворога і військо, що проходило, знищене, податок нами з цього села прийшлось зняти…».
Село було центром Ситихівського староства. У 1765 році староста Авґуст Фридерик Мошинський відступив його воєводі брацлавському Станіславу Любомирському.

## Відомі люди
- Григорій Файда (1913 — ?) — активний діяч ОУН, учасник нападу на пошту в місті Городку 30 листопада 1932 року. Член групи ОУН у Маньчжурії.

## Транспортне сполучення
До села Ситихова курсує міський автобусний маршрут зі Львова (зупинка на площі Різні).